# 2530 Шипка
(2530) Шипка (на английски: Shipka) е астероид от главния астероиден пояс.
Открит е от Николай Черних в Кримска астрофизическа обсерватория на 9 юли 1978 г.
Наречен е на известния връх на Стара планина – Шипка, в памет на организираната отбрана от страна на български и руски войници по време на Руско-турската война в периода 1877 – 1878 г.